# Hayat
Hayat é um filme de drama turco de 2023 dirigido por Zeki Demirkubuz.
Foi selecionado como a entrada turca para o Melhor Longa-Metragem Internacional no 97º Oscar, mas não foi nomeado.

## Enredo
O filme é sobre Hicran, que ficou noiva por pressão do pai, e como ela foge da casa da família e dos acontecimentos que se seguem.

## Elenco
- Miray Daner como Hicran
- Burak Dakak como Rıza
- Umut Kurt como  Mehmet
- Melis Birkan como mãe de Hicran
- Cem Davran como Orhan
- Doğu Demirkol como Yılmaz
- Osman Alkaş como avô de Rıza
- Ozan Dağara como tio de Rıza
- Kayhan Açıkgöz como Yaşar

## Produção
As filmagens do filme, coproduzido por Zeki Demirkubuz e Rossitsa Valkanova, aconteceram no distrito de Boyabat, na província de Sinop, e em Istambul, em outubro de 2021.
Demirkubuz afirmou durante uma entrevista que inicialmente determinou o nome do filme como Hicran, mas depois o atualizou para Hayat.

## Lançamento
Hayat, uma coprodução entre Turquia e Bulgária, distribuída na Turquia pela Bir Film, estreou pela primeira vez em 20 de outubro de 2023. No depoimento do diretor do filme, Zeki Demirkubuz, foi anunciado que a data de lançamento era 1º de dezembro de 2023, mas posteriormente foi afirmado que a data de lançamento foi adiada. O filme foi lançado posteriormente na Turquia em 15 de dezembro de 2023.